# هیدن جیمز
هیدن جیمز یک دی جی، ترانه‌سرا و تهیه‌کننده موسیقی استرالیایی اهل سیدنی است. هیدن جیمز با جنیفر لیا هنرمند سیدنی ازدواج کرده‌است. جیمز و لیا در سال ۲۰۲۰ صاحب فرزند شدند. جیمز اولین آهنگ خود با نام «اجازه عشق» را در ژوئن ۲۰۱۳ منتشر کرد.